# Phaonia minutiungula
Phaonia minutiungula este o specie de muște din genul Phaonia, familia Muscidae, descrisă de Zhang și Xue în anul 1996.
Este endemică în Jilin. Conform Catalogue of Life specia Phaonia minutiungula nu are subspecii cunoscute.